# Petra Frey
Petra Frey (1978–) osztrák énekesnő. Pályáját 1993-ban kezdte, majd egy év múlva Ausztriát képviselte az 1994-es Eurovíziós Dalfesztiválon, ahol a 17. helyen végzett.

## Életrajza
Frey Bloß Träume im Kopf című első lemezét  1993-ban jelentette meg. Petra képviselte Ausztriát az 1994-es Eurovíziós Dalfesztiválon, ahol a "Für den Frieden der Welt" (A világ békéjéért) című dalt adta elő, amivel 17. helyezést ért el.  Az osztrák nemzeti döntőben 2003-ban 2. lett, amikor a This Night Should Never End című dallal lépett fel.  2007-ben pár évnyi szünetet követően Petra visszatért énekesként, amikor megjelent Göttlich weiblich című albuma, amit a DA Records adott ki. Petra 2011-ben ismét indult a versenyen, hogy ő képviselje az országot az Eurovíziós Dalfesztiválon  Send a Little Smile című számával, de az elődöntőből nem jutott tovább.
2014 szeptembere óta a  Die große Chance tehetségkutató zsűritagja.